# Irmã Nirmala
Nirmala Joshi, mais conhecida como Irmã Nirmala, M.C. (Ranchi,23 de julho de 1934 - Calcutá, 23 de junho de 2015) foi uma religiosa indiana eleita em 1997 a sucessora da Madre Teresa de Calcutá, na liderança das Missionárias da Caridade.
Nirmala Joshi nasceu em uma família de brâmanes nepaleses estabelecida em Ranchi. Seu pai era um oficial do Exército da Índia Britânica nascido no Nepal e adepto ao Hinduísmo. Nirmala foi educada por missionárias cristãs na cidade de Patna, mas voltou a professar a fé hindu durante juventude, tendo se convertido ao Catolicismo com 24 anos de idade. 
Irmã Nirmala era bacharel em ciência política, graduada em uma universidade de seu país. Conheceu Madre Teresa e se interessou por seu trabalho. Após entrar para a ordem das Missionárias, tornou-se uma da primeiras freiras e receber uma missão religiosa internacional, sendo enviada ao Panamá.
Em 1976, fundou uma ramificação das Missionárias da Caridade e permaneceu como líder desta até 1997, quando foi eleita sucessora de sua amiga, Madre Teresa. Irmã Nirmala foi homenageada com a Padma Vibhushan, uma condecoração civil indiana, em 26 de janeiro de 2009. No mesmo ano, Irmã Nirmala, deixou de ser a Superiora Geral, por de problemas de saúde, sendo sucedida por Mary Prema.

## Morte
Morreu em 23 de julho de 2015, aos 80 anos, de uma parada cardíaca, em Calcutá na Índia.